# Miquel Utrillo
Miquel Utrillo i Morlius (Barcelona, 16 de febrero de 1862- Sitges, Garraf, 20 de enero de 1934), fue un ingeniero, pintor, decorador, crítico y promotor artístico español. Fue uno de los directores artísticos de la Exposición Universal de Barcelona de 1929, participando activamente en la creación del Pueblo Español de Montjuïc. Su nombre ha quedado unido a los de Santiago Rusiñol, Ramón Casas, Suzanne Valadon y el modernismo catalán.

## Biografía
Hijo del abogado Miquel Utrillo y Río, liberal y republicano, que tuvo que exiliarse en Francia en 1867 y 1880; de ahí  que el joven Utrillo recibiera una educación bilingüe. Hizo estudios primarios, bachillerato y de ingeniería en Aviñón, Barcelona. Con motivo del segundo exilio familiar, Utrillo frecuentó con similar atención el Institut national agronomique de París y la vida bohemia de Montmartre. Entre 1884 y 1886 vivió en Bélgica y Alemania. Tras su regreso a Cataluña en 1885, formó parte de la Sociedad Catalana de Excursiones de Barcelona, donde conocería a Santiago Rusiñol y, a través de éste, a Enric Clarasó, Ramón Canudas y Ramón Casas. 
En 1887 se requieren sus servicios para la Exposición Universal que Barcelona preparaba para el año siguiente. Meses después, el diario La Vanguardia le encarga unas crónicas de la Exposición Universal de París.  Mantuvo una relación con la pintora Suzanne Valadon cuyo hijo natural, el futuro pintor Maurice Utrillo (1883-1955), reconoció como suyo. En 1893 deja París rumbo a Chicago, al parecer en compañía de Pere Romeu y otros conocidos y con la peregrina intención de sacar adelante en el Nuevo Mundo un espectáculo de sombras chinescas pero que no cuajó. Pasó también por Cuba y, ya de vuelta en París en 1895, se instaló en el Quai Bourbon, en el refugio bohemio de Rusiñol.

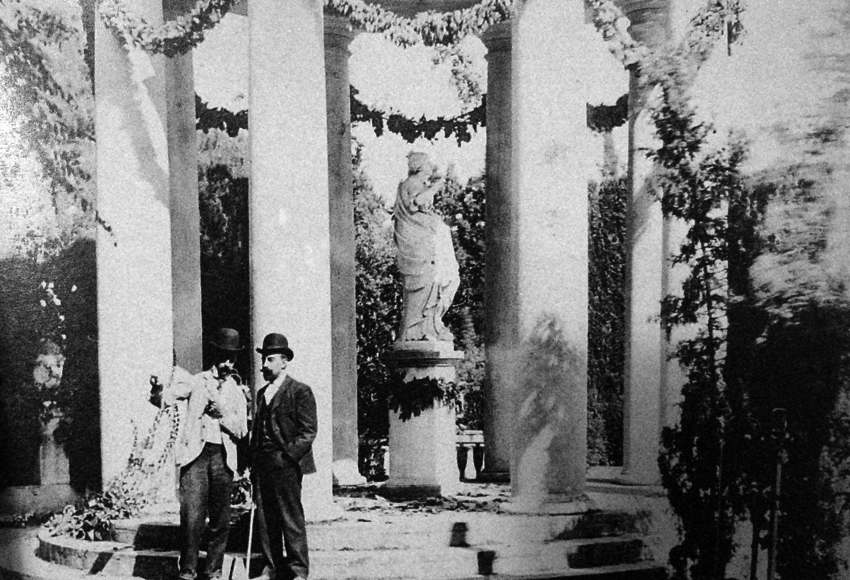
Miquel Utrillo con Joan Maragall en 1898, sorprendidos en el Parc del Laberint d'Horta.

Regresó a Barcelona en 1895, donde el reencuentro con Rusiñol y Casas supondría una de las bases del modernismo catalán. Participó activamente en la Quarta Festa Modernista de Sitges (1897), las tertulias y propuestas de Els Quatre Gats, y colaboró en las revistas Luz y Pèl & Ploma (1899-1903), que serían la gran plataforma artística y literaria del modernismo catalán. Más tarde, y también con la ayuda económica de Casas, el propio Utrillo creó la revista Forma (1904-1907), una de las primeras publicaciones que se ocuparán del joven pintor Pablo Picasso.
En 1909, el millonario y coleccionista norteamericano Charles Deering, le encargó la compra y posterior transformación del antiguo hospital de Sitges en un palacio-museo que acoja y reúna sus colecciones artísticas. Utrillo dirigió las obras del Palacio de Maricel entre 1910 y 1917. En 1921, la ruptura de relaciones con Deering —que retiró su colección— dejó el Maricel en manos de la administración.
En 1912 se había casado con la sitgetana Lola Vidal y Ribot. Del matrimonio nacieron Miguel y Juan. Desde el año siguiente fijaría su residencia familiar en Sitges, entre 1915 y 1921 en el edificio de la actual Biblioteca Popular Santiago Rusiñol, localidad a la que quedará vincuado hasta el fin de sus días.
En 1921 fue nombrado miembro de la Junta de Museos de Cataluña. En 1925 asesoró la Exposición histórica del arte de Sitges y entre 1926 y 1929 fue uno de los asesores artísticos de las Exposiciones de Arte del Panadés.
En 1929, trabajando para la Exposición Universal de Barcelona,  proyectó y dirigió la construcción del Pueblo Español en el recinto de Montjuïc, en colaboración con los arquitectos Francesc Folguera, Ramon Reventós y el pintor Xavier Nogués.
La transformación en museo público del Cau Ferrat, que tras la muerte de Rusiñol era patrimonio de la villa de Sitges bajo la tutela de la Junta de Museos de Cataluña, ocupó los últimos años de su vida. 
Entre 1906 y 1919 fue director artístico de la Enciclopedia Espasa. Entre sus títulos oficiales: «Chevalier de la Légion d’honneur et Officier de l’Académie française» y miembro de honor de la «National Geography Society» de Washington D. C.

## Obra literaria y pictórica

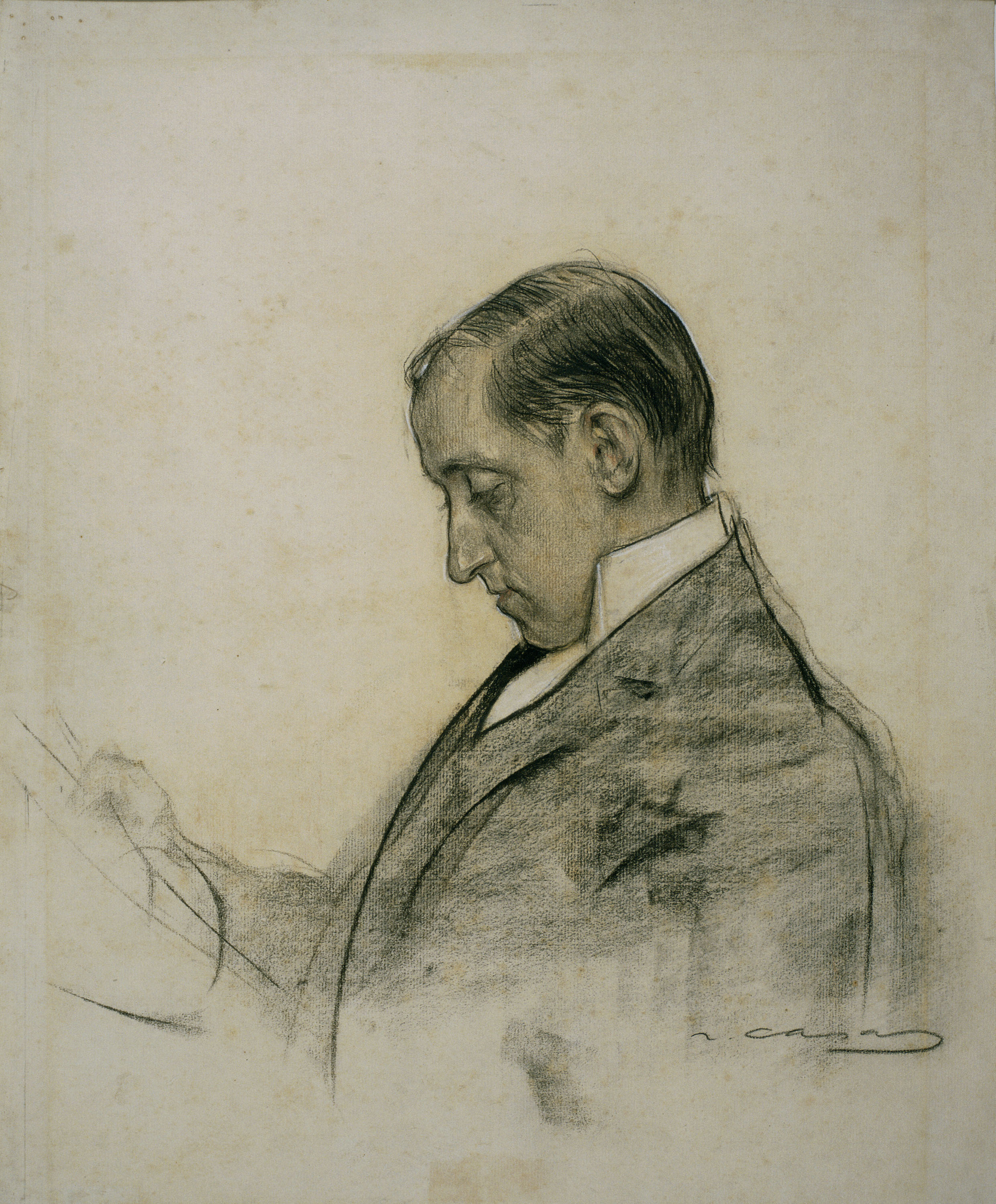
Utrillo visto por Ramon Casas (MNAC).

De entre su obra escrita, citar aquí:
- Joseph de Ribera "El Espanyolet (1908)
- Cinco ensayos sobre el arte de Ignacio Zuloaga, editada en inglés en Nueva York (1909)
- Domenikos Theotokopulos "El Greco (1928?)
- La Manufactura Nacional de Alfombras y Tapices de Madrid (1932)
- Historia anecdótica del Cau Ferrat (1932)

### Legado Utrillo
En 1981 el Ayuntamiento de Sitges adquirió a su hijo, Miquel Utrillo Vidal, la Colección Utrillo, con manuscritos, dibujos, libros y los archivos del artista.